# Santa Cruz de Mompox
Santa Cruz de Mompox (šp. za "Sveti križ Mompoxa") ili samo Mompox je grad i istoimena općina u kolumbijskom departmanu Bolivaru, u karipskoj pokrajini Kolumbije. Grad se nalazi na otoku rijeke Ria Magdalene, i to na mjestu gdje se ulijeva rijeka Cauca, oko 249 km južno od glavnog grada departmana, grada Cartagena de Indias. Mompox je prema popisu iz 2005. godine imao 30.852 stanovnika koji se uglavnom bave ribarstvom, uzgojem stoke i turizmom koji sve više dobiva na značaju zahvaljujući brojnim kulturnim spomenicima u gradu. 
Povijesno središte Mompoxa je upisano na UNESCO-ov popis mjesta svjetske baštine u Amerikama 1995. godine kao "predivni španjolski kolonijalni grad koji je sačuvao svoj pravilni plan u kojemu glavna ulica ima ulogu nasipa, a većina građevina sagrađenih od 16. – 19. stoljeća još uvijek služi svojoj izvornoj namjeni i tako dočarava kako su nekada izgledali španjolski kolonijalni gradovi".
Santa Cruz de Mompox je zbratimljen s gradom Santa Fe de Antioquia  Kolumbija.

## Povijest
Mampo (ili Mompođ) je bio lokalni kasik autohtone Quimbaya (ili Kimbaya) kulture koja je cvala na ovim prostorima kada su pristigli Španjolci, i Mompox znači "zemlja vladara Mampo". Santa Cruz de Mompox je osnovao Don Alonso de Heredia 3. svibnja 1537. godine kao sigurnu luku na rijeci Magdalena. Grad je postao vrlo uspješna luka za prijevoz robe uzvodno u unutrašnjost kontinenta i odigrao je ključnu ulogu u kolonizaciji sjeverne Južne Amerike. U njemu je osnovana kraljevska kovaonica novca i grad je postao poznat po zlatarima. Ovaj napredak je počeo opadati u devetnaestom stoljeću a dokrajčen je u ranom dvadesetom stoljeću kada je tok rijeke pomaknut zbog taloga nakupljenih na ovom kraku rijeke. Magangué je preuzela ulogu vodeće luke, i Mompox je zaboravljen, ali je zato sačuvana njegova kolonijalna arhitektura.

## Znamenitosti
Santa Cruz de Mompox je poznat po izvrsno sačuvanoj kolonijalnoj arhitekturi koja se odlikuje mješavinom španjolskih i indijanskih utjecaja. Od posebnog značaja su ukrasi na vratima, ogradama i rešetkastim prozorima na pročeljima zgrada od kovanog željeza, posebice u ulicama: Calle de la Albarrada, Calle del Medio Prava i Calle de Atrás. Poznate crkve su Crkva sv. Barbare (Santa Barbara, izgrađena 1613.), Crkva sv. Augustina (San Agustín, izgrađena 1606.), San Juan de Dios i Crkva Bezgrješnog začeća (Iglesia de la Concepción). 
U Muzeju kolonijalne umjetnosti se nalaze remek-djela vjerskog kolonijalnog zlatarstva.

## Vanjske poveznice
- Informacije o Mompoxu  Arhivirana inačica izvorne stranice od 18. kolovoza 2009. (Wayback Machine) (engl.)
- Arhitektura Mompoxa  Arhivirana inačica izvorne stranice od 4. veljače 2012. (Wayback Machine) (šp.)

|  | Zajednički poslužitelj ima još gradiva o temi Santa Cruz de Mompox |